# Бодуэн II де Эно
Бодуэн II де Эно (Балдуин II; нидерл. Boudewijn II van Henegouwen, фр. Baudouin II de Hainaut; 1056—1098) — граф Эно (Геннегау) в 1071—1098 годах.

## Биография

### Правление
Бодуэн де Эно был вторым сыном графа Фландрии Бодуэна VI и его супруги Рихильды Геннегауской, из дома дома Ренье, частью которого являлся и Лувенский дом. При поддержке императора Священной Римской империи Рихильде удалось закрепить за ним графство Эно (Геннегау). Собственно Фландрия отошла к его дяде Роберту после того, как тот в битве при Касселе (1071) разгромил войска брата Бодуэна, графа Арнульфа III.
Согласно воле своей матери, Бодуэн II признал верховенство епископа Льежа Теодвина, благодаря чему получил поддержку при защите своих земель от притязаний фландрских родственников. В 1076 году Бодуэн лишил Рихильду регентства в Геннегау и стал сам управлять графством.
Никогда не отказываясь от своих прав на Фландрию, Бодуэн II собирал силы и готовил вооружённое выступление для борьбы за отцовское наследие со своим дядей Робертом I. В то время как Роберт нашёл поддержку при дворе французского короля Филиппа I, Бодуэн обратился за помощью и нашёл её у своего другого дяди, короля Англии Вильгельма I Завоевателя. Противники сошлись в 1085 году в битве при Брокеруа, в которой Бодуэн потерпел поражение и вынужден был заключить с Робертом I мир, отказавшись от Фландрии в его пользу.
Будучи глубоко верующим и благочестивым человеком, Бодуэн пожертвовал крупные земельные владения церкви. В 1081 году они совместно с Рихильдой основали бенедиктинский монастырь в Сен-Дени и подарили ему несколько селений, в 1084 они построили в Сен-Дени новую церковь. В связи с такой политикой значительная часть графских земель в Геннегау ушла из-под их контроля.
После объявления в 1095 году папой римским Урбаном II об организации Первого крестового похода Бодуэн II принял решение об участии в нём. Необходимое финансирование он получил у льежского епископа Отберта, который купил у Бодуэна его замок Куин за 50 серебряных марок и 1 золотой ливр. Кроме того, Отфрид принял на себя заботу о двух сыновьях Бодуэна, назначив их канониками собора св. Ламберта в Льеже.
После взятия крестоносцами Антиохии Бодуэн II вместе с графом Гуго де Вермандуа был послан к византийскому императору Алексею I с просьбой о присылке подкреплений. Он скончался по дороге в Константинополь, в Вифинии близ города Никея, при невыясненных обстоятельствах.

### Семья
Балдуин II в 1084 году вступил в брак с Идой, дочерью графа Лувенского Генриха II. В этом браке у них родились восемь детей:
- Ида (ум. после 1101), в первом браке замужем за Ги де Шевре, во втором — за Томасом де Куси
- Бодуэн III, граф Геннегау
- Арнульф (умер ранее 1116), потомки которого были сеньорами де Рё (Roeulx)
- Людовик (умер ребёнком)
- Симон, каноник церкви Святого Ламберта в Льеже
- Вильгельм (умер после 1117)
- Рихильда (умерла после 1118), замужем за графом де Эврё Амори III де Монфором
- Адельгейда (умерла после 1153), замужем за Никола де Руминьи.